# Lamprofyr
Lamprofyr je intruzivně vulkanická tmavá magmatická hornina, která se vyznačuje vysokým obsahem mafitů s OH skupinou. Pokud je lamprofyr rychle zchlazen, je jeho zrnitost velmi jemná a uzavírá do sebe velké fenokrysty amfibolu nebo slídy. Na pohled se potom oba obsažené materiály, v jemnozrnné struktuře lamprofyru blýskají, neboť mají schopnost dokonalé štěpnosti. Lamprofyry většinou vytvářejí žíly nebo dajky, které protínají granitové plutony. Ty vznikají jako následné produkty tuhnutí hlavní části granitového magmatu.
Termín zavedl Karl Wilhelm von Gümbel v roce 1874.

## Složení
V lamprofyrovém magmatu se nachází mnoho vody, což potvrzuje obsah živců, slídy a amfibolu. Jejich fenokrysty totiž obsahují krystalovou vodu.
Lamprofyry jsou svým minerálním složením, strukturou a do určité míry i chemismem odlišné od běžných plutonických či vulkanických hornin. Jsou intermediální až bazické, zřídka až ultramafické s porfyrickou strukturou, vyrostlicemi mafických minerálů. Mají vysoký (2–3 %) obsah K2O. Vyskytují se všeobecně v malém objemu, nejčastěji v žilách, dajkách, lapolitech a lakolitech.

## Petrografie
Obvykle jsou odvozeny ze syenitového, dioritového nebo gabrového magmatu – jsou proto řazeny mezi štěpné žilné horniny. Vyznačují se tmavou barvou a velkou hustotou. Od svých plutonických ekvivalentů se neodlišují jen texturou. Mají většinou porfyrickou strukturu, jsou však mezokrátní až melanokrátní. Obsahují minerály bohaté na železo a hořčík, hlavně biotit (případně Fe-flogopit), amfiboly a klinopyroxeny (barkevikit, augit). Živce a foidy (pokud jsou přítomny) se nacházejí převážně jen v základní hmotě. Olivíny, pyroxeny, biotit a plagioklasy jsou běžně postiženy hydrotermálními přeměnami. Běžně obsahují i kalcit, zeolity nebo hydrotermální minerály. Mají relativně vysoký obsah K2O, Na2O, H2O, CO2, P3O5 a Ba.

## Klasifikace
Rozdělují se na dvě základní řady:

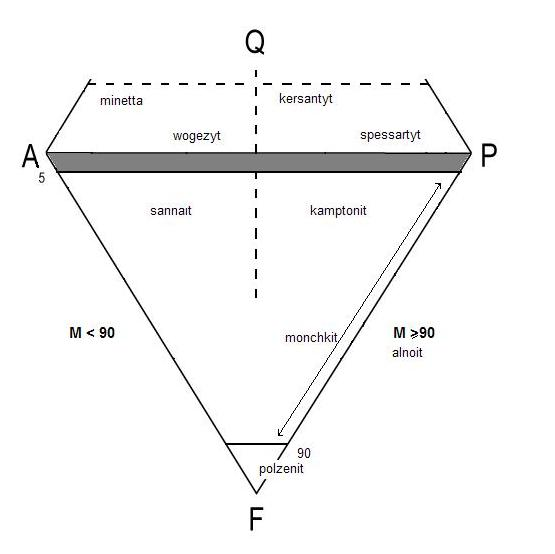
Klasifikační diagram QAPF pro lamprofyry

- vápenato-alkalické (mineta, vogesit, kersantit, spessartit)
- alkalické (camptonit, sannait, monchiquit).

Jako samostatné lamprofyry melilitického složení jsou řazeny alnöit a polzeit.
| Klasifikace lamprofyrů | Klasifikace lamprofyrů | Klasifikace lamprofyrů | Klasifikace lamprofyrů | Klasifikace lamprofyrů |
| ---------------------- | ---------------------- | ---------------------- | ---------------------- | ---------------------- |
| Světlé minerály        | Světlé minerály        | Tmavé minerály         | Tmavé minerály         | Tmavé minerály         |
| Živce                  | Foidy                  | Biotit                 | Hornblend              | Augit                  |
| Or > Pl                | –                      | mineta                 | vogesit                | –                      |
| Or < Pl                | –                      | kersantit              | spessartit             | –                      |
| Or > Pl                | Živce > Foidy          | –                      | –                      | sannait                |
| Or < Pl                | Živce > Foidy          | –                      | –                      | camptonit              |
| –                      | Foidy nebo sklo        | –                      | –                      | monchiquit             |

## Výskyt
Lamprofyry jsou rozšířeny celosvětově, často v oblastech s granitickými, granodioritickými nebo dioritickými intruzemi. Naleziště:
- Německo: Spessart (spessartit), Harz a Kaiserstuhl (monchiquit), Lausitzer Bergland, Odenwald
- Francie: Kersanton (Bretaň – kersantit), Pyreneje (monchiquit), Vogézy (vogesit)
- Kanada: Britská Kolumbie, Québec (camptonit, monchiquit)
- Norsko: Telemark (sannait)
- Portugalsko: Monchique (monchiquit)
- Skotsko: Caithness a Inverness-shire (monchiquit)
- USA: Campton Falls (New Hampshire – camptonit), vulkanická pole Hopi Buttes (monchiquit) a Navajo (mineta, monchiquit)